# Shichigahama (Miyagi)
Shichigahama (dt. „7 Strände“; japanisch 七ヶ浜町 Shichigahama-machi, deutsch ‚Stadt Shichigahama‘) ist eine Stadt im Landkreis Miyagi in der Präfektur Miyagi.

## Geografie
Shichigahama erstreckt sich über die gleichnamige Halbinsel, die in der Sendai-Bucht liegt, und trennt von dieser wiederum die Matsuura-Bucht beziehungsweise deren westlichen Teil (Shiogama-Bucht) im Norden ab. Der Halbinsel vorgelagert ist die 0,15 km² große Insel Mahanashi-jima (馬放島), die seit 1958 unbewohnt ist. Diese ist wiederum von etwa 10 kleineren Eilanden umgeben. Östlich der Halbinsel liegen Riffe mit weiteren Eilanden. Nordöstlich erstreckt sich die Matsushima-Inselgruppe, die jedoch nicht zur Gemeinde gehört.
Shichigahama ist etwa 15 Kilometer von der Stadt Sendai, der größten Stadt Tōhokus, entfernt. Die meisten Häuser Shichigahamas wurden in einem Umkreis mit etwa 5 km Durchmesser errichtet.

## Geschichte
Am 1. April 1889 erfolgte die Gründung des Dorfes Shichigahama (七ヶ浜村, -mura). Der Name Shichigahama („Sieben Strände“) stammt dabei von den 7 Stranddörfern aus denen die Gemeinde gebildet wurde. Diese sind im Uhrzeigersinn Yokasakihama (代ヶ崎浜), Yoshidahama (吉田浜), Hanabuchihama (花渕浜), Shōbutahama (菖蒲田浜, dt. „Schwertlilienfeldstrand“), Matsugahama (松ヶ浜, dt. „Kiefernstrand“), Minatohama (湊浜, dt. „Hafenstrand“) und Tōgūhama (東宮浜, dt. „Ostschreinstrand“).
Im selben Jahr erfolgte die Gründung des Ausländersommerkurorts Takayama (高山外国人避暑地, Takayama gaikokujin hisochi). Dort bauten amerikanische Missionare ihre Villen, für die es üblich war, jedes Jahr einen zweimonatigen Sommerurlaub zu nehmen. Er gehörte neben Karuizawa und dem Nojiri-See in Shinano zu den drei großen Ausländersommerkurorten. Dieser Kurort ist heute das Internationale Dorf Takayama (高山国際村, Takayama kokusai mura).
Am 1. Januar 1959 erfolgte die Ernennung zur Machi.
Am 11. März 2011 wurde die Stadt vom Tōhoku-Erdbeben und dem darauffolgenden Tsunami getroffen. Etwa 46 Prozent der Stadt wurden vom Tsunami überflutet. Laut Schadensbericht der Brand- und Katastrophenschutzbehörde verloren in Shichigahama 79 Menschen durch die Katastrophe ihr Leben, während 2 vermisst blieben. 674 Wohngebäude wurden völlig und 650 weitere teilweise zerstört.

## Sehenswürdigkeiten

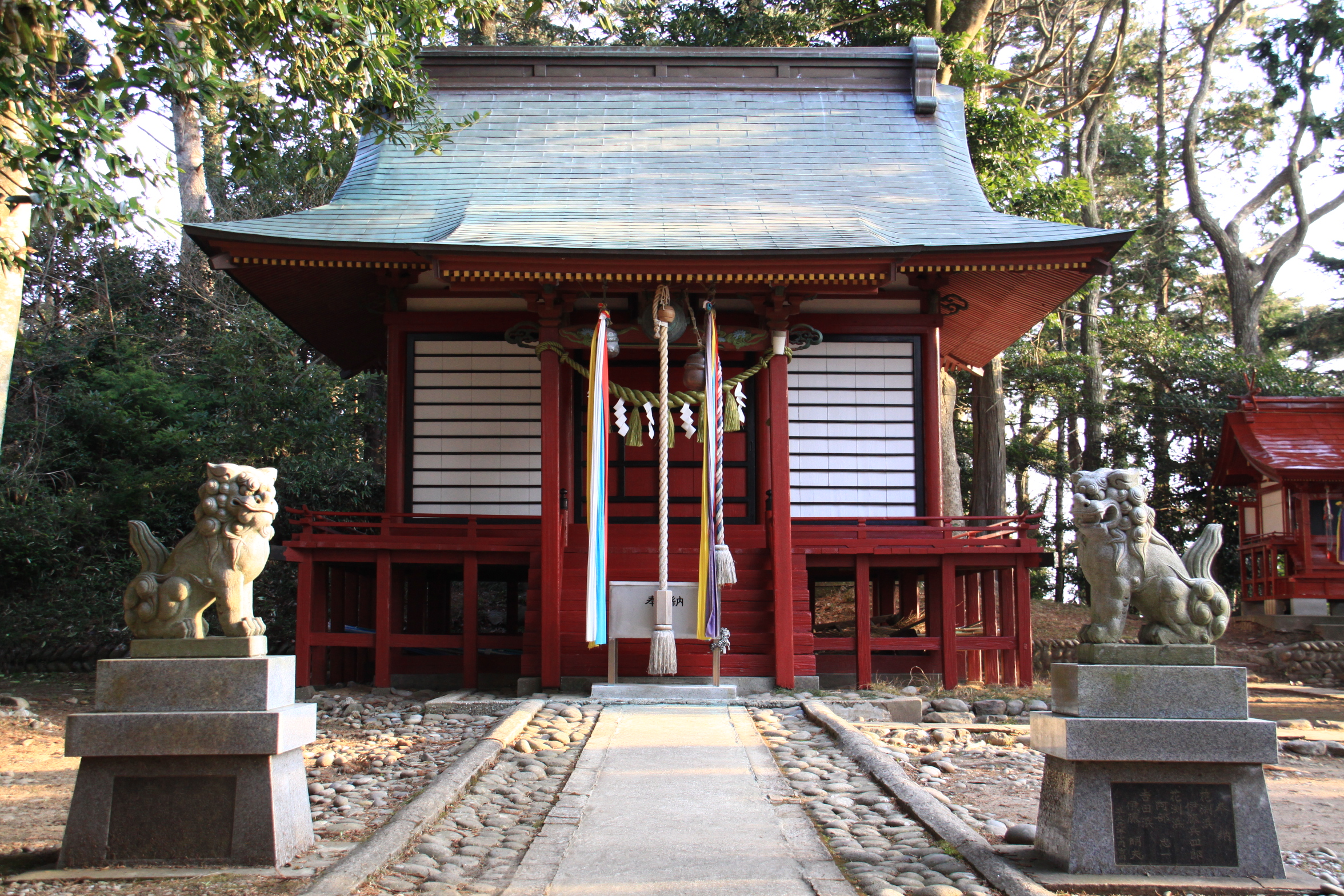
Haiden (Gebetshalle) des Hanabushi-Schreins

- Seebad Shōbutahama (菖蒲田浜海水浴場, Shōbutahama kaisui yokujō)
- Internationales Dorf Takayama
- Daigigakoi-Køkkenmøddinger (大木囲貝塚, Daigigakoi kaizuka)
- Hanabushi-Schrein (鼻節神社, Hanabushi-jinja)

## Verkehr
Durch Shichigahama führt der Tagajō-Shichigahama-Streckenabschnitt der Präfekturstraße 58. Die Stadt hat keinen Anschluss an das Schienennetz.

## Bildung
In Shichigahama befinden sich die Städtische Shiomi-Grundschule (七ヶ浜町立汐見小学校), die Städtische Ekiraku-Grundschule (七ヶ浜町立亦楽小学校) und die Städtische Grundschule Matsugahama (七ヶ浜町立松ヶ浜小学校), sowie die Städtische Mittelschule Shichigahama und die Städtische Kōyō-Mittelschule (七ヶ浜町立向洋中学校). Die Ekiraku-Grundschule und die Mittelschule Shichigahama nehmen als frontier schools an einem Projekt des MEXT zur Steigerung der Lernfähigkeit teil.

## Söhne und Töchter der Stadt
- Motoi Ōkoshi (* 1971), japanischer Baseballspieler
- Jintoku Satō (* 1971), japanischer Weltergewichtsboxer

## Städtepartnerschaften
Partnerstadt ist seit dem 3. Oktober 1990 Plymouth in Massachusetts.

## Weblinks

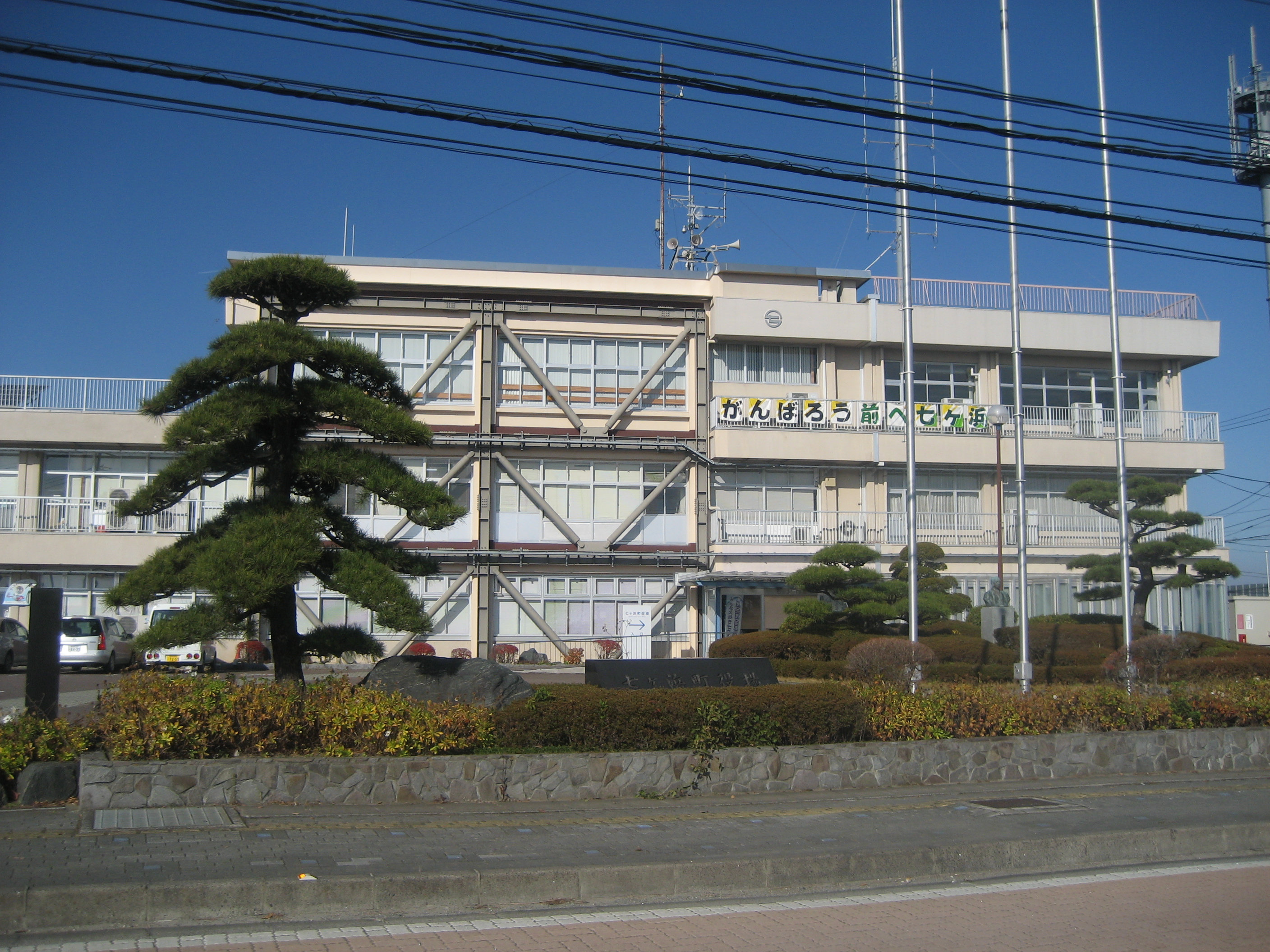
Rathaus von Shichigahama in der Präfektur Miyagi

## Angrenzende Städte und Gemeinden
- Sendai
- Tagajō
- Shiogama